# Melkvloed
Melkvloed, melkuitvloed of galactorroe zijn termen voor een melkachtige afscheiding uit de tepels die niet het gevolg is van zwangerschap of van het geven van borstvoeding. Er wordt gesproken van galactorroe wanneer er geen recente zwangerschap is, of is geweest, of wanneer het geven van borstvoeding langer dan zes maanden geleden is.
Galactorroe kan ook optreden bij mannen en bij pasgeboren kinderen. Bij baby's wordt het ook wel heksenmelk genoemd. De melkafscheiding is soms een bijwerking van medicijnen, zoals bepaalde psychofarmaca.
Ook het gebruik van de anticonceptiepil kan een melkachtige afscheiding uit de borsten geven. Dit is normaal en valt niet onder de term galactorroe.

## Mechanismen
- Geslachtshormonen (dus ook de pil) stimuleren de borsten en de tepels; in de puberteit is het normaal dat ook bij jongens, de tepels gevoeliger worden en soms zelfs lekken.
- Dopamine wordt geproduceerd in de hypothalamus, een deel van de hersenen, en vandaar door kleine bloedvaatjes naar de hypofysevoorkwab gevoerd, waar het de productie van prolactine, het melkvormende hormoon afremt. Psychofarmaca als haloperidol en risperidon, eigenlijk alle antipsychotica remmen de dopamine, waardoor zich meer prolactine vormt, en kleine beetjes uitvloed kunnen ontstaan. Als het middel gestaakt of verminderd wordt, houdt dit weer op.

Wanneer men zich over de melkvloed zorgen maakt, en zeker als de tepelvloed eenzijdig is of bloederig, is het raadzaam een arts te consulteren.